# Trofeo Baracchi
De Trofeo Baracchi was een wielerwedstrijd die van 1941 tot 1991 werd georganiseerd in Italië, in de buurt van Bergamo. De wedstrijd was een initiatief van Mino Baracchi, een zakenman uit Bergamo, als eerbetoon aan zijn vader die een groot wielerliefhebber was.
Van origine was de Trofeo Baracchi van 1941 tot 1946 een open eendaagse wielerwedstrijd in lijn voor amateurs en in 1947 (winnaar Sergio Maggini) en 1948 (winnaar Giorgio Cargioli) voor professionals .
Vanaf 1949 was het een koppeltijdrit voor beroepsrenners; tot 1958 bestond het uit twee delen, een op de weg en een op de wielerbaan. De laatste editie van de koppeltijdrit was in 1990. De laatste Trofeo Baracchi, in 1991, was een individuele tijdrit, tevens slotproef van de Wereldbeker 1991, na fusie met de Grote Landenprijs (Prix des Nations).

## Winnaars van de Trofeo Baracchi (koppeltijdrit op de weg)
| Jaar | 1e plaats                                               | 2e plaats                                        | 3e plaats                                               |
| ---- | ------------------------------------------------------- | ------------------------------------------------ | ------------------------------------------------------- |
| 1949 | Fiorenzo Magni (Ita) en Adolfo Grosso (Ita)             | Antonio Bevilacqua en Guido De Santi (Italië)    | Emilio Croci Torti (Zwi) en Aldo Tosi (Ita)             |
| 1950 | Fiorenzo Magni en (Ita) Antonio Bevilacqua (Ita)        | Fausto Coppi (Ita) en Serse Coppi (Ita)          | Giorgio Albani (Ita) en Virgilio Salimbeni (Ita)        |
| 1951 | Fiorenzo Magni (Ita) en Giuseppe Minardi (Ita)          | Gino Bartali (Ita) en Ferdy Kübler (Zwi)         | Loretto Petrucci (Ita) en Alfredo Martini (Ita)         |
| 1952 | Giancarlo Astrua (Ita) en Nino Defilippis (Ita)         | Giuseppe Minardi (Ita) en Loretto Petrucci (Ita) | Fausto Coppi (Ita) en Michele Gismondi (Ita)            |
| 1953 | Fausto Coppi (Ita) en Ricardo Filippi (Ita)             | Jacques Anquetil (Fra) en Antonin Rolland (Fra)  | Giancarlo Astrua (Ita) en Nino Defilippis (Ita)         |
| 1954 | Fausto Coppi (Ita) en Ricardo Filippi (Ita)             | Louison Bobet (Fra) en Jacques Anquetil (Fra)    | Ferdi Kübler (Zwi) en Hugo Koblet (Zwi)                 |
| 1955 | Fausto Coppi (Ita) en Ricardo Filippi (Ita)             | Jacques Anquetil (Fra) en André Darrigade (Fra)  | Jean Brankart (Bel) en Marcel Janssens (Bel)            |
| 1956 | Rolf Graf (Zwi) en André Darrigade (Fra)                | Fausto Coppi (Ita) en Ricardo Filippi (Ita)      | Giorgio Albani (Ita) en Donato Piazza (Ita)             |
| 1957 | Fausto Coppi (Ita) en Ercole Baldini (Ita)              | Rolf Graf (Zwi) en Alcide Vaucher (Zwi)          | Aldo Moser (Ita) en Oreste Magni (Ita)                  |
| 1958 | Ercole Baldini (Ita) en Aldo Moser (Ita)                | Jacques Anquetil (Fra) en André Darrigade (Fra)  | Roger Rivière (Fra) en Gérard Saint (Fra)               |
| 1959 | Ercole Baldini (Ita) en Aldo Moser (Ita)                | Michele Gismondi (Ita) en Diego Ronchini (Ita)   | Jacques Anquetil (Fra) en André Darrigade (Fra)         |
| 1960 | Diego Ronchini (Ita) en Romeo Venturelli (Ita)          | Ercole Baldini (Ita) en Aldo Moser (Ita)         | Camille Le Menn (Fra) en Claude Valdois (Fra)           |
| 1961 | Ercole Baldini (Ita) en Joseph Velly (Fra)              | Giacomo Fornoni (Ita) en Battista Babini (Ita)   | Bas Maliepaard (Ned) en Jean-Claude Lebaube (Fra)       |
| 1962 | Rudi Altig (Dui) en Jacques Anquetil (Fra)              | Ercole Baldini (Ita) en Arnaldo Pambianco (Ita)  | Aldo Moser (Ita) en Giuseppe Fezzardi (Ita)             |
| 1963 | Joseph Velly (Fra) en Joseph Novales (Fra)              | Jacques Anquetil (Fra) en Raymond Poulidor (Fra) | Ferdinand Bracke (Bel) en Walter Boucquet (Bel)         |
| 1964 | Gianni Motta (Ita) en Giacomo Fornoni (Ita)             | Ercole Baldini (Ita) en Vittorio Adorni (Ita)    | Rudi Altig (Dui) en Tom Simpson (Gbr)                   |
| 1965 | Jacques Anquetil (Fra) en Jean Stablinski (Fra)         | Michele Dancelli (Ita) en Pietro Scandelli (Ita) | Giuseppe Fezzardi (Ita) en Tommaso De Pra (Ita)         |
| 1966 | Eddy Merckx (Bel) en Ferdinand Bracke (Bel)             | Raymond Poulidor (Fra) en Georges Chappe (Fra)   | Gerben Karstens (Ned) en Bart Zoet (Ned)                |
| 1967 | Eddy Merckx (Bel) en Ferdinand Bracke (Bel)             | Jacques Anquetil (Fra) en Bernard Guyot (Fra)    | Peter Post (Ned) en Jo de Roo (Ned)                     |
| 1968 | Jacques Anquetil (Fra) en Felice Gimondi (Ita)          | Ole Ritter (Den) en Herman Vanspringel (Bel)     | Luis Ocaña (Spa) en Jesús Aranzabal (Spa)               |
| 1969 | Herman Vanspringel (Bel) en Joaquim Agostinho (Por)     | Gianni Motta (Ita) en Ole Ritter (Den)           | Eddy Merckx (Bel) en Davide Boifava (Ita)               |
| 1970 | Gösta Pettersson (Zwe) en Tomas Pettersson (Zwe)        | Ole Ritter (Den) en Leif Mortensen (Den)         | Herman Van Springel (Bel) en Willy In 't Ven (Bel)      |
| 1971 | Luis Ocaña (Spa) en Leif Mortensen (Den)                | Gösta Pettersson (Zwe) en Tomas Pettersson (Zwe) | Roger Pingeon (Fra) en Bernard Thévenet (Fra)           |
| 1972 | Eddy Merckx (Bel) en Roger Swerts (Bel)                 | Felice Gimondi (Ita) en Davide Boifava (Ita)     | Gösta Pettersson (Zwe) en Tomas Pettersson (Zwe)        |
| 1973 | Felice Gimondi (Ita) en Martin Rodríguez (Col)          | Davide Boifava (Ita) en Gösta Pettersson (Zwe)   | Phil Bayton (Gbr) en Dave Lloyd (Gbr)                   |
| 1974 | Francesco Moser (Ita) en Roy Schuiten (Ned)             | Gösta Pettersson (Zwe) en Martin Rodriguez (Col) | Eddy Merckx (Bel) en Roger De Vlaeminck (Bel)           |
| 1975 | Francesco Moser (Ita) en Gianbattista Baronchelli (Ita) | Freddy Maertens (Bel) en Michel Pollentier (Bel) | Gerrie Knetemann (Ned) en Hennie Kuiper (Ned)           |
| 1976 | Freddy Maertens (Bel) en Michel Pollentier (Bel)        | Francesco Moser (Ita) en Roy Schuiten (Ned)      | Davide Boifava (Ita) en Jørgen Marcussen (Den)          |
| 1977 | Bernt Johansson (Zwe) en Carmelo Barone (Ita)           | Freddy Maertens (Bel) en Joop Zoetemelk (Ned)    | Sergio Parsani (Ita) en Osvaldo Bettoni (Ita)           |
| 1978 | Roy Schuiten (Ned) en Knut Knudsen (Noo)                | Joop Zoetemelk (Ned) en Hennie Kuiper (Ned)      | Gianbattista Baronchelli (Ita) en Bernt Johansson (Zwe) |
| 1979 | Francesco Moser (Ita) en Giuseppe Saronni (Ita)         | Fons De Wolf (Bel) en Jan van Houwelingen (Ned)  | Bert Oosterbosch (Ned) en Henk Lubberding (Ned)         |
| 1980 | Fons De Wolf (Bel) en Jean-Luc Vandenbroucke (Bel)      | Ludo Peeters (Bel) en Theo de Rooij (Ned)        | Josef Fuchs (Zwi) en Daniel Gisiger (Zwi)               |
| 1981 | Daniel Gisiger (Zwi) en Serge Demierre (Zwi)            | Francesco Moser (Ita) en Knut Knudsen (Noo)      | Raniero Gradi (Ita) en Geir Digerud (Noo)               |
| 1982 | Daniel Gisiger (Zwi) en Roberto Visentini (Ita)         | Bert Oosterbosch (Ned) en Hennie Kuiper (Ned)    | Stephen Roche (Ierl) en Jacques Bossis (Fra)            |
| 1983 | Daniel Gisiger (Zwi) en Silvano Contini (Ita)           | Hennie Kuiper (Ned) en Adrie van der Poel (Ned)  | Tommy Prim (Zwe) en Alf Segersäll (Zwe)                 |
| 1984 | Francesco Moser (Ita) en Bernard Hinault (Fra)          | Tommy Prim (Zwe) en Alf Segersall (Zwe)          | Daniel Gisiger (Zwi) en Urs Freuler (Zwi)               |
| 1985 | Francesco Moser (Ita) en Hans-Henrik Ørsted (Den)       | Daniele Caroli (Ita) en Michael Wilson (Aus)     | Jean-François Bernard (Fra) en Benno Wiss (Zwi)         |
| 1986 | Giuseppe Saronni (Ita) en Lech Piasecki (Pol)           | Daniele Caroli (Ita) en Michael Wilson (Aus)     | Jesper Skibby (Den) en Rolf Sørensen (Den)              |
| 1987 | Bruno Leali (Ita) en Massimo Ghirotto (Ita)             | Giuseppe Saronni (Ita) en Lech Piasecki (Pol)    | Rolf Gölz (Dui) en Czeslaw Lang (Pol)                   |
| 1988 | Czesław Lang (Pol) en Lech Piasecki (Pol)               | Daniel Gisiger (Zwi) en Werner Stutz (Zwi)       | Charly Mottet (Fra) en Thierry Marie (Fra)              |
| 1989 | Laurent Fignon (Fra) en Thierry Marie (Fra)             | Maurizio Fondriest (Ita) en Allan Peiper (Aus)   | Gianni Bugno (Ita) en Sean Kelly (Ierl)                 |
| 1990 | Rolf Gölz (Dui) en Tom Cordes (Ned)                     | Zenon Jaskuła (Pol) en Joachim Halupczok (Pol)   | Sean Yates (Gbr) en Dag Otto Lauritzen (Noo)            |

De laatste Trofeo Baracchi (1991) werd gewonnen door Tony Rominger (Zwitserland), vóór Erik Breukink (Nederland) en Thomas Wegmüller (Zwitserland).